# Quartier Latin
A Quartier latin (Latin negyed) a Szajna folyó bal partján Párizs 5. és a 6. kerülete északi és keleti részén található, történelmi szíve a Sorbonne egyetem.

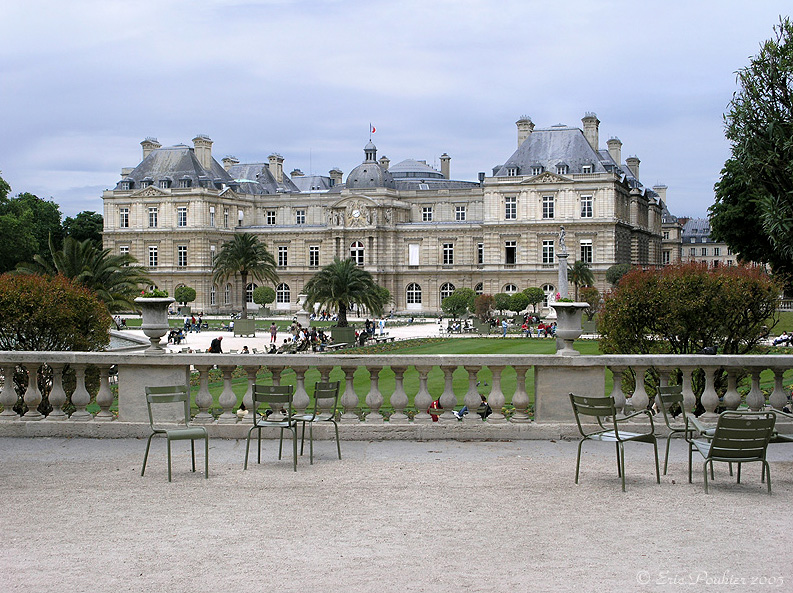
A Luxembourg-palota (a Szenátus központja) és kertje

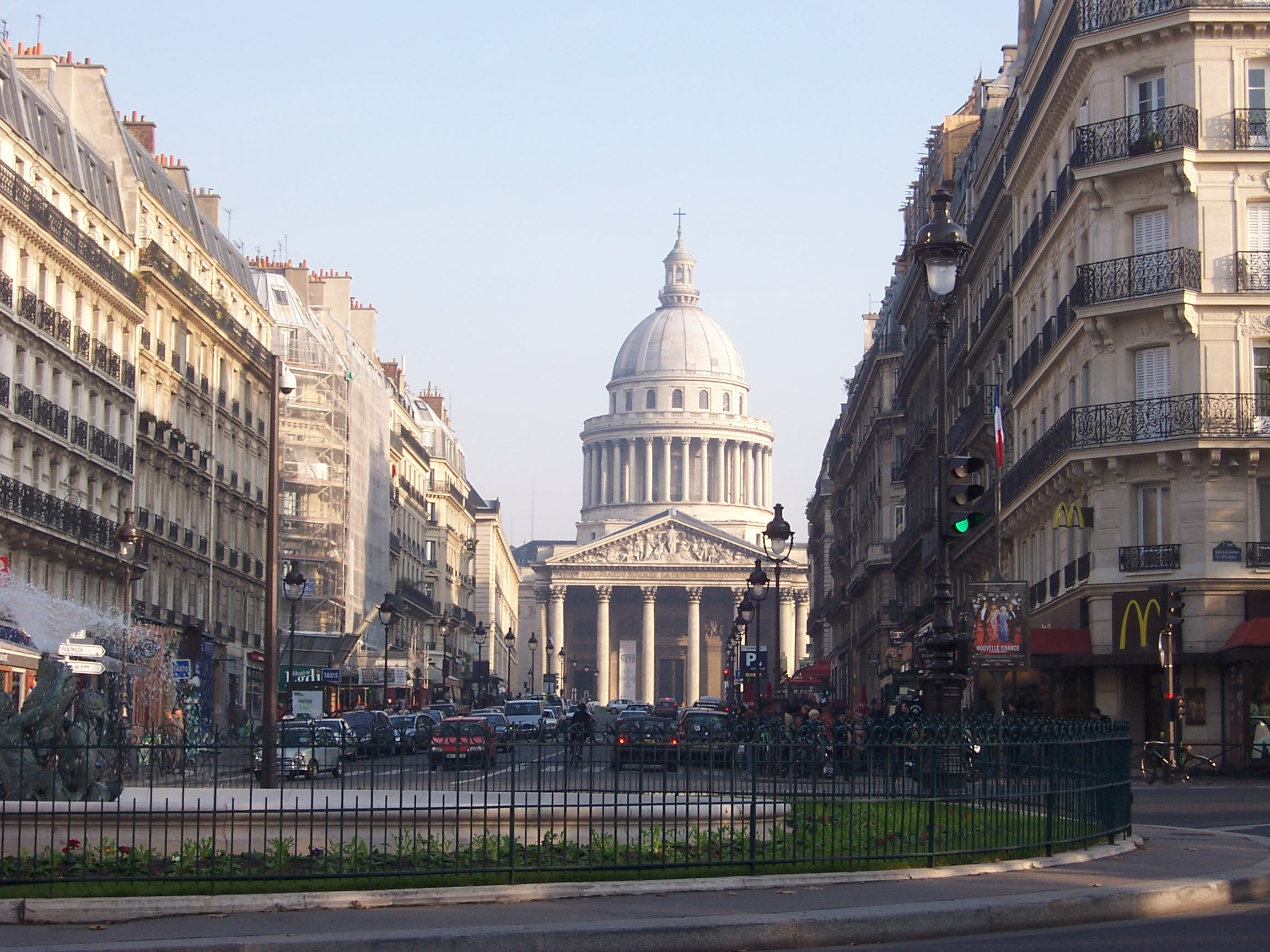
A Pantheon

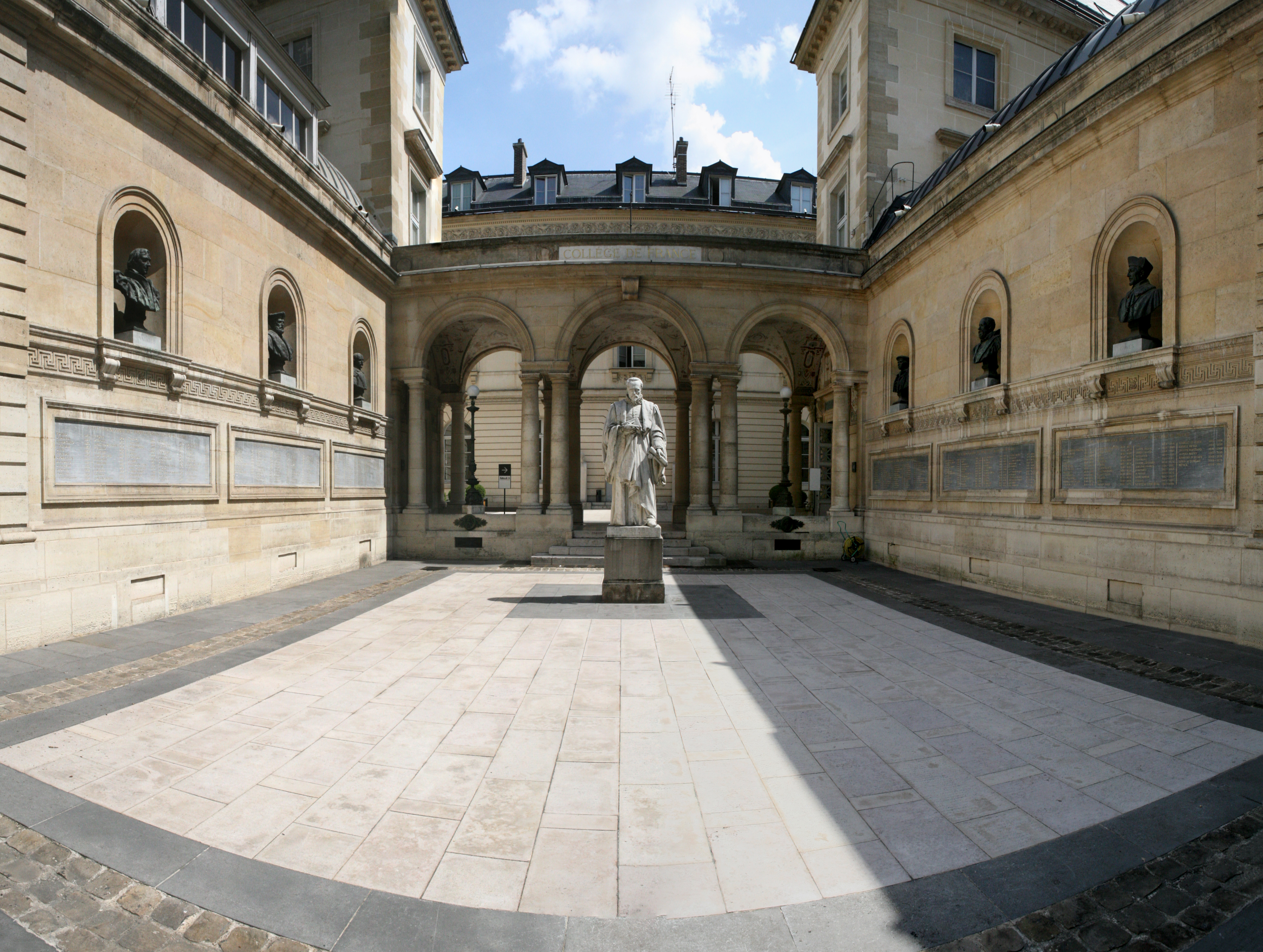
A Collège de France

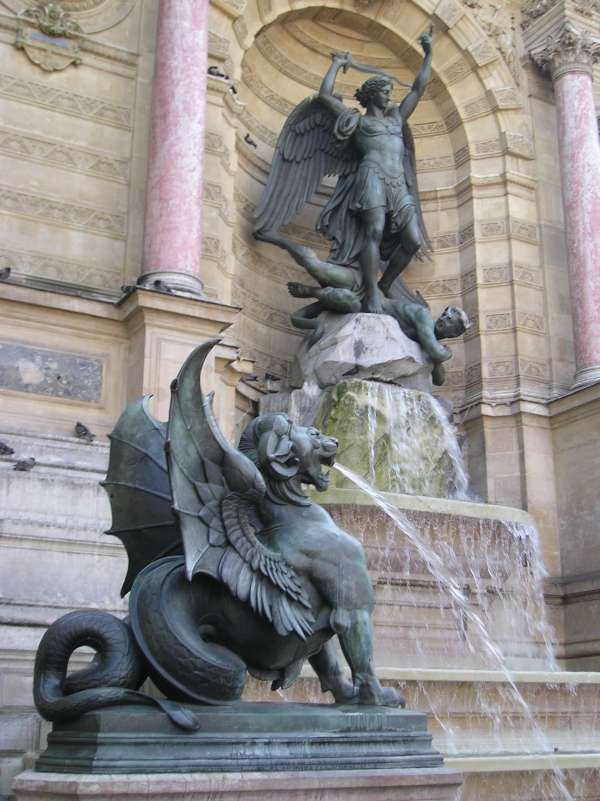
A Place Saint-Michel szökőkútja a Boulevard Saint-Michelen

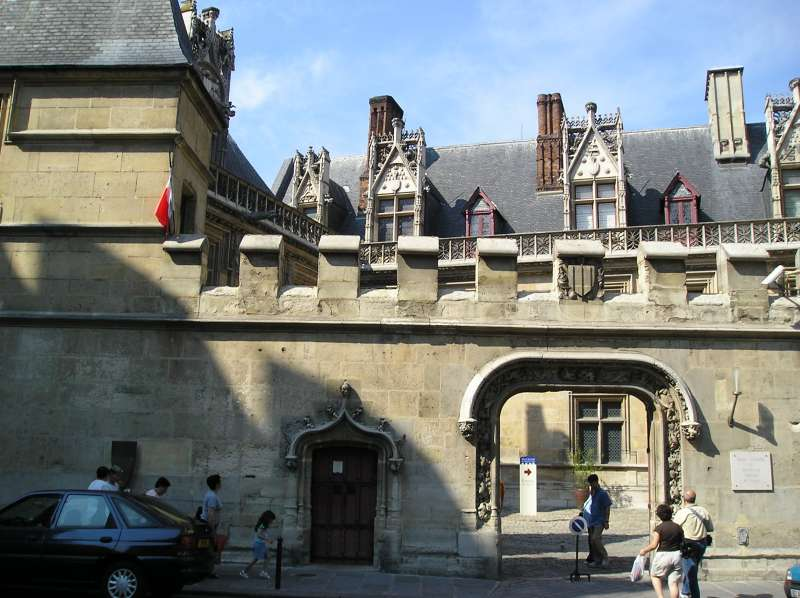
A Középkori Nemzeti Múzeum (Hôtel de Cluny)

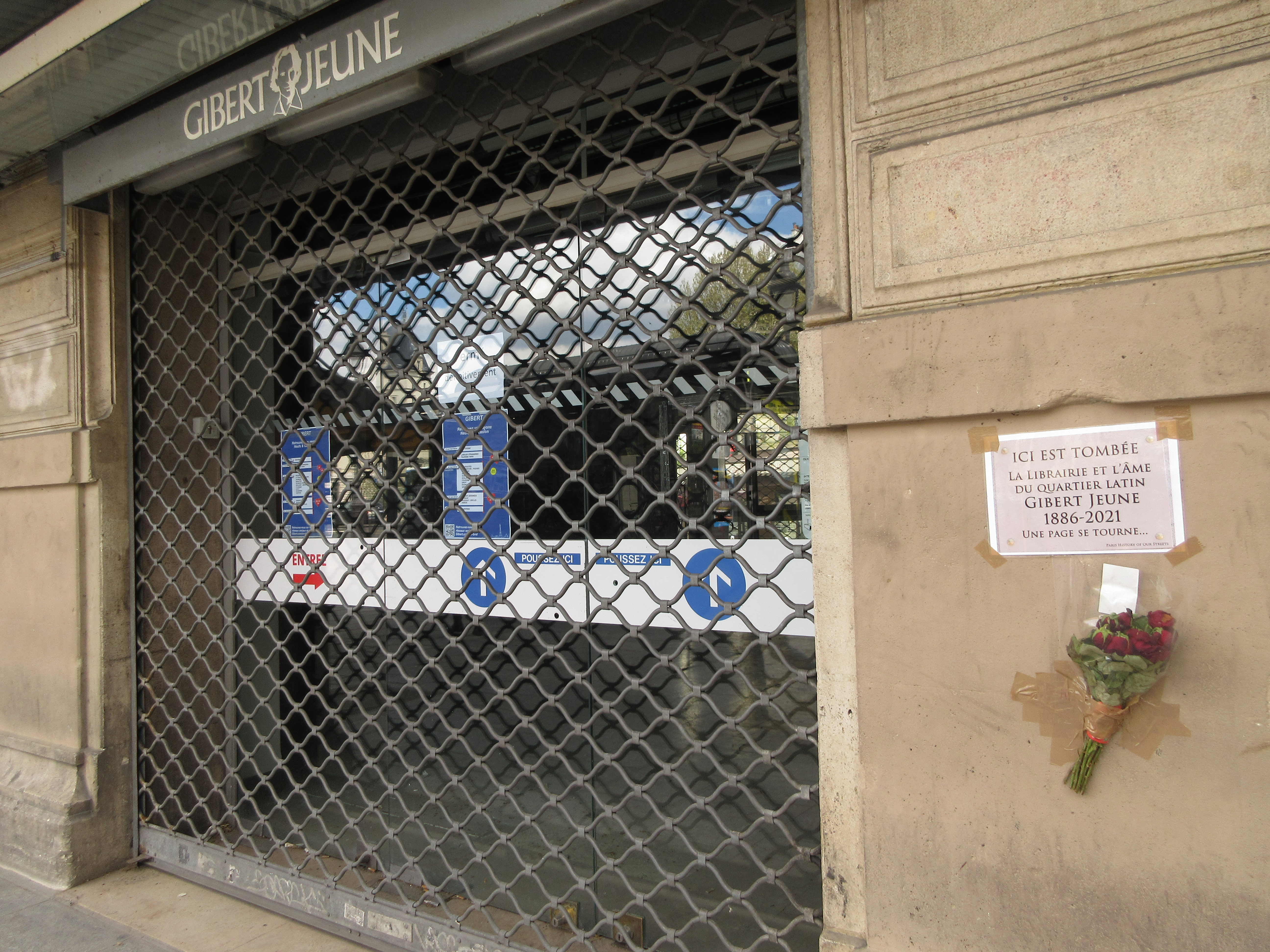
A környék híres könyvesboltjának, a Gibert Jeune-nek a bezárását kritizáló, időszaki plakát (2021)

## Nevének eredete
Párizst hagyományosan három zónára osztották: a város, a villanegyed és az egyetem. Ezek megfeleltek az Île de la Cité jobb és a bal partjának.
A 17. században a szerzők tréfásan kezdték az egyetemet a „latin ország” névvel illetni az akkori oktatásban a latin nyelv intenzív használata miatt. Ez a kifejezés már létezett a történelemkönyvekben a Latium megjelölésére. Ezt az ötletet Guez de Balzac írónak (1597–1654) tulajdonítják, ezt a kifejezést használja például Socrates Chrétiennél, ahol „egy férfi a latin országból”, pedáns és hiú.Sablon:Début citation
Cet homme ne parlait que de la pureté de la diction et de la noblesse du style. Il ne connaissait de véritable Rome que celle de l'ancienne république, et n'avouait pour légitimes Romains que Térence, Cicéron et deux ou trois autres. Tout le reste lui semblait barbare et à son avis, la barbarie avait commencé dès les premières années de l'empire des premiers césars. Sénèque était une de ses grandes aversions, le latin de Pline lui faisait mal au cœur, celui de Tacite lui donnait la migraine.
Sablon:Fin citationA Furetière (1690) és a Littré (1872) szótárak latin ország és latin szócikke hozza.

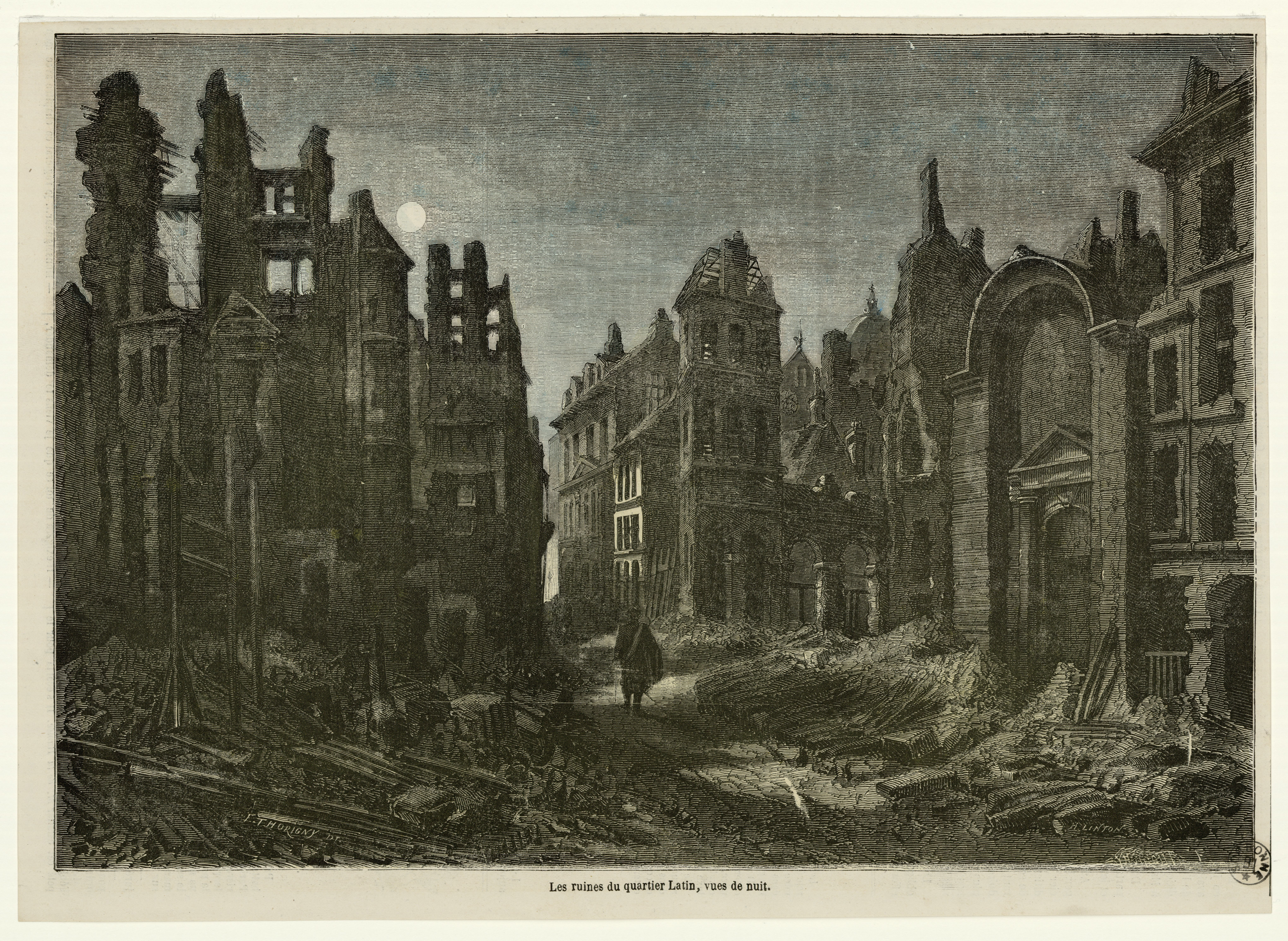
Henry Duff Linton és Félix Thorigny: A Latin negyed romjai éjjel (Sorbonne Interuniversity Library, NuBIS)

A 18. század végén jelenik meg a Latin negyed a latin ország helyett. A Littré is ezt a kifejezést vette át.

## Története
1848-ig a latin negyedet, más néven latin országot, az alábbi négy körzet alkotta:
- A Place Maubert kerület, keletről a külvárosok, északról a la Tournelle és Saint-Bernard rakpartok, nyugaton a rue du Haut-Pavé, Place Maubert, a Place Maubert piaca, a Sainte-Geneviève hegy és a Bordet, Mouffetard és de Lourcine utcákon, délen pedig a Saint-Marcel körút végén.
- A Saint-Benoît, más néven Saint-Jacques negyed, keletről a place Maubert piaca, a Sainte-Geneviève hegy, a Bordet, a Mouffetard és a de Lourcine utcák, északon a Szajna, nyugatról a rue du Petit-Pont és a rue Saint-Jacques határolják, délen pedig a Faubourg Saint-Jacques a rue de Lourcine-ig.
- A Saint-André-des-Arts kerület, keletről a Petit-Pont és Saint-Jacques utcák, északon a Szajna a Petit Châtelet-től a rue Dauphine-ig, délen a Fossés utcák határolják. Saint-Germain, des Francs-Bourgeois-Saint-Michel és des Fossés-Saint-Michel a rue Saint-Hyacinthe-nak is nevezik a rue Saint-Jacques. és Saint-Thomas sarkán.

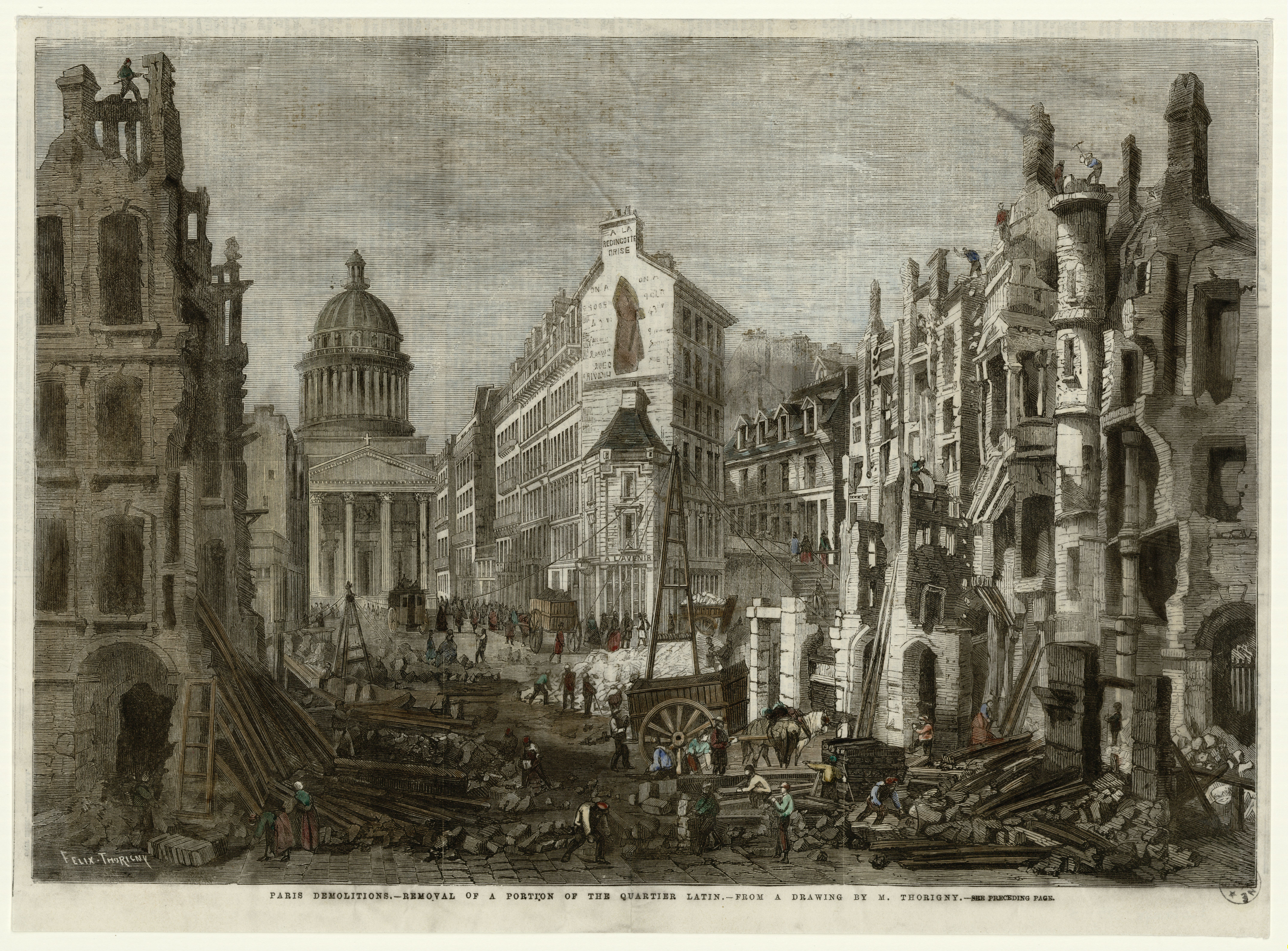
Félix Thorigny:, Párizs bontása, a Latin negyed egy részének eltávolítása, 1860 (Sorbonne Egyetemközi Könyvtár, NuBIS).

- Félix Thorigny:, Párizs bontása, a Latin negyed egy részének eltávolítása, 1860 (Sorbonne Egyetemközi Könyvtár, NuBIS). Saint-Germain-des-Prés kerületben, keletről a Dauphine, de Buci, du Four és de Seine utcák, északon a Szajna, a Pont Royal és az Île des Cygnes, délen pedig végül a Faubourg Saint-Germain a rue de Seine-től a rue de Sèvres-ig.

A Latin negyed Párizs egyik leghíresebb negyede. Az 5. és 6. kerület fölé nyúlik, a Sorbonne kerülettel és a Sainte-Geneviève-hegygel a gall-római Lutèce város szívében, amely a mai rue Soufflot alatt található fórum körül terül el. Ezt keresztezi a « kártyák Párizsból », gall-római eredetű észak--déli tengelyek, amelyek megfelelnek a jelenlegi rue Saint-Jacques és a Boulevard Saint-Michel . A merőleges kelet--nyugati tengelyek, a decumanus különösen a Boulevard Saint-Germainnek és a Rue des Écoles-nak felel meg.

### Diákkörzet
A számos felsőoktatási és kutatóintézet jelenléte miatt továbbra is nagyon kedvelt terület a hallgatók és oktatók körében.
Számos intézmény található a történelmi Sorbonne épületében ( egyetemi kancellária, Panthéon-Sorbonne Egyetem, Sorbonne Egyetem, Sorbonne-Nouvelle Egyetem ), a Sorbonne-Nouvelle Egyetem, annak Sainte-Geneviève könyvtára, a Sorbonne Könyvtár és a Kutatóház.
A környéken nagy iskolák találhatók : a l'université Paris Sciences et Lettres (PSL) és alkotórészei : az École Normale Supérieure, az ESPCI Paris, a Collège de France, a Mines ParisTech és a Chimie ParisTech iskolák ; AgroParisTech, a Paris-Saclay Egyetem része ; a párizsi Elektronikai Főiskola ; a Felső Iparművészeti Intézet (LISAA) ; és a Párizsi I Panthéon-Sorbonne Egyetem Üzleti Adminisztrációs Intézete.
Számos egyetemi központ és kampusz található : mindkét " Curie campus » (a régi és az új), a Nemzeti Természettudományi Múzeumé, a Paris-Cité Egyetemé az Orvostudományi Kar történelmi épületével és az Új Orvostudományi Karé, a Collège de France – PSL Egyetemé valamint a Panthéon és Assas egyetemi központok. Az École Polytechnique 1976-ig, az ESSEC 1974-ig, az École des Chartes pedig 2014-ig működött itt. A párizsi Orvostudományi Kar 1794 és 1970 között a rue de l'École-de-Médecine címen volt. Helyiségeit, az Orvostudományi Iskolát és az egykori Sebészeti Iskola jelenleg a Paris-Cité Egyetem Egészségügyi Karának Orvostudományi Karát UFR foglalja el (az utca páros és páratlan oldala, a Cordeliers kolostor szomszédságában lévő épületek). a Sorbonne Egyetem Orvostudományi Karának Cordeliers kampusza (Couvent des Cordeliers).
A Felsőoktatási és Kutatási Minisztérium a rue de la Montagne-Sainte-Geneviève 25. szám alatt található.
A kerületben számos fő- és középiskola is található, amelyek gyakran tekintélyesek és történelmiek. : Louis-le-Grand, Fénelon, Henri-IV, Saint-Louis, Notre-Dame de Sion, Stanislas, Elzászi Iskola, Montaigne, Lavoisier.
Az 1960-as években és különösen a 68. májusi események idején ez a kerület a különböző tiltakozó megmozdulások egyik központja volt.

## Látnivalók

### Római maradványok
- Lutèce Aréna
- Római fürdők

### Műemlékek
- Pantheon
- Középkori Nemzeti Múzeum ( Hôtel de Cluny )
- Luxemburgi Palota, Szenátus
- Luxemburg kertek
- Musee de Luxembourg
- Növenykert
- Muséum de Paris
- Hôtel des Monnaies
- Collège des Bernardins

### Istentiszteleti helyek
- Saint-Étienne-du-Mont templom
- Saint-Sulpice templom
- Saint-Séverin templom
- Saint-Nicolas-du-Chardonnet templom
- Saint-Julien-le-Pauvre templom
- Sorbonne kápolna
- Cordeliers kolostor
- Libanoni Szűzanya
- Saint-Éphrem-le-Syriaque templom
- Szellemek anyaháza
- Val-de-Grâce apátság és Notre-Dame du Val-de-Grâce templom
- Párizsi Nagy Mecset

### Iskolák, középiskolák és egyetemek

#### Felsőoktatás
- Közmunka-, építő- és ipari szakiskola
- Párizsi Politikai Tanulmányok Intézete (Sciences Po)
- Iparművészeti Főiskola (LISAA)
- Institute of Preparation for Administration and Management (IPAG)
- Párizsi Katolikus Intézet (ICP)
- Sorbonne (épület)
- Sorbonne Egyetem
- Paris-Cité Egyetem
- Panthéon-Sorbonne Egyetem
- Panthéon-Assas Egyetem
- PSL Egyetem
  - Francia Főiskola
  - Párizsi Nemzeti Kémiai Iskola
  - Párizsi Nemzeti Bányászati Iskola
  - Országos Dekoratív Művészeti Iskola
  - Ecole Normale Supérieure – PSL (Ulm)
  - Ipari Fizikai és Kémiai Felsőiskola Párizs városában
  - Paris-Malaquais Nemzeti Építészeti Iskola
- Paris-Saclay Egyetem
  - AgroParisTech
- Sorbonne Nouvelle Egyetem

#### Iskolák, főiskolák és középiskolák

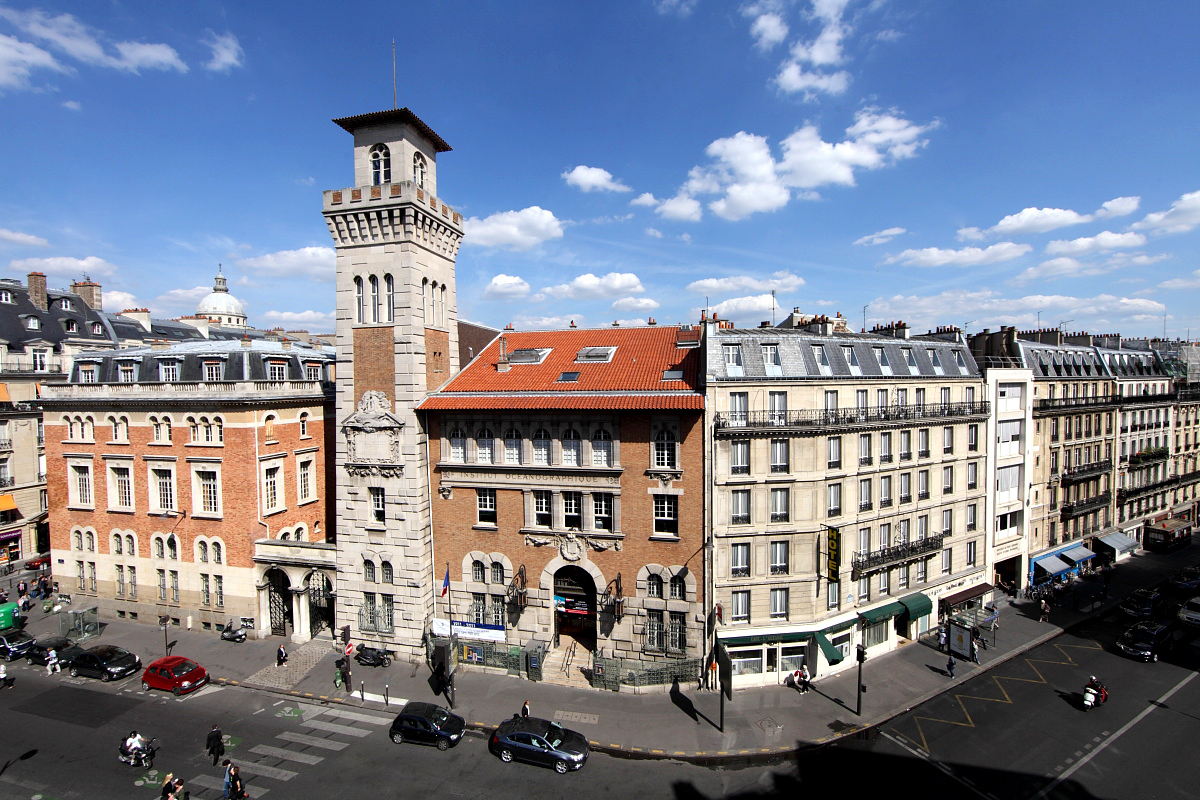
A párizsi egyetemek (balra) és óceánográfiai (jobbra) földrajzi intézeteinek általános képe, rue Saint-Jacques : ezek az intézmények a „Campus Curie"

- Stanislas College
- elzászi iskola
- Fenelon Gimnázium
- Henri-IV Gimnázium
- Lavoisier Gimnázium
- Louis-le-Grand Gimnázium
- Montaigne Gimnázium
- Notre-Dame de Sion Gimnázium
- Saint-Louis Gimnázium
- Lucas de Nehou Gimnázium

### Tudományos kutatóközpontok
A CNRS-en és számos más állami és/vagy magánintézményen kívül az egyetemek saját laboratóriumokkal vagy kutatóközpontokkal is rendelkeznek, amelyeket gyakran gyakorlati okokból intézeteken belül csoportosítanak:
- Párizsi Matematikai Tudományok Alapítvány
- Francia Matematikai Társaság
- Alkalmazott és Ipari Matematikai Társaság
- Párizsi Elektronikai Főiskola
- Curie Intézet
- Pasteur Intézet
- Fiziko-kémiai Biológiai Intézet (Sorbonne Egyetem és Paris-Cité Egyetem)
- Henri-Poincaré Intézet (Sorbonne Egyetem)
- Párizsi Globe Fizikai Intézet (Paris-Cité Egyetem)
- Párizsi Oceanográfiai Intézet (Sorbonne Egyetem)
- Párizsi Földrajzi Intézet (Panthéon-Sorbonne Egyetem)
- Francia Földtani Társaság
- Őslénytani Intézet
- Országos Megelőző Régészeti Kutatóintézet

### Kultúra és színházak
A kerületben számos közkönyvtár, sok művészmozi, színház, tematikus kabaré, számos irodalomra, tudományra, történelemre, orvostudományra, politikára, filozófiára, jogra, humán tudományokra szakosodott kiadó és könyvesbolt található, amelyek azonban egyre ritkábbak az elektronikus kereskedelem előretörése miatt:
- Sainte-Geneviève könyvtár
- Odeon Színház
- Huchette barlangja
- Latin Paradicsom

## Fordítás
- Ez a szócikk részben vagy egészben  a   Quartier latin (Paris) című francia Wikipédia-szócikk ezen változatának fordításán alapul.  Az eredeti cikk szerkesztőit annak laptörténete sorolja fel. Ez a jelzés csupán a megfogalmazás eredetét és a szerzői jogokat jelzi, nem szolgál a cikkben szereplő információk forrásmegjelöléseként.

## Bibliográfia
- Alexandre Gady: La Montagne Sainte-Geneviève és a Latin negyed : Történelmi és építészeti kalauz, Párizs, Hoëbeke, 1998, 327. o.
- Berthold Mahn: Le Quartier latin, sorozat tíz fekete litográfiát tartalmazó mappában, Lematte és Boinot kiadó, Párizs, 1934
- Philippe Mellot: A Latin negyed titkos élete, körülbelül 350 fotóval és rajzzal illusztrálva, Omnibus, 2009
- Patrice Dalix: Óda a Latin negyedhez, L'Harmattan